# Inezia
Genre
Inezia est un genre de passereaux de la famille des Tyrannidés, présent en Colombie, au Venezuela et en Argentine.

## Liste des espèces
Selon la classification de référence du Congrès ornithologique international (version 9.1, 2019) :
- Inezia tenuirostris — Tyranneau à bec fin (Cory, 1913)
- Inezia inornata — Tyranneau terne (Salvadori, 1897)
- Inezia subflava — Tyranneau givré (Sclater, PL & Salvin, 1873)
  - Inezia subflava obscura Zimmer, JT, 1939
  - Inezia subflava subflava (Sclater, PL & Salvin, 1873)
- Inezia caudata — Tyranneau frangé (Salvin, 1897)
  - Inezia caudata intermedia Cory, 1913
  - Inezia caudata caudata (Salvin, 1897)